# System studyjny
System studyjny – system produkcji i dystrybucji filmów dominujący w Hollywood od wczesnych lat 20. do wczesnych lat 50. XX w. Pojęcie to odnosi się do dwojakiej praktyki dużych studiów filmowych:
- produkcji filmów głównie na należących do nich terenach z udziałem personelu artystycznego zatrudnionego na długoterminowych kontraktach,
- dążenia do pionowej integracji własności lub efektywnej kontroli nad dystrybutorami i kinami, która gwarantuje dodatkową sprzedaż filmów.

Kres systemowi studyjnemu położył wyrok Sądu Najwyższego USA z 1948 przeciwny tym praktykom. W 1954 został przecięty ostatni łańcuch wiążący wielkich producentów filmowych z sieciami kinowymi, co oznaczało oficjalny koniec systemu studyjnego. Okres od wprowadzenia filmu dźwiękowego do tego wyroku i rozdzielenia producentów od dystrybutorów (lata 1927/1929–1948/1949) jest znany jako Złota Era Hollywood.
W czasie Złotej Ery osiem przedsiębiorstw posiadało tak zwane wielkie wytwórnie filmowe, które tworzyły system studyjny. Pięć z nich stanowiły w pełni zintegrowane konglomeraty łączące własność studiów produkcyjnych i oddziału zajmującego się dystrybucją z posiadaniem dużej sieci kin oraz kontraktami z wykonawcami i personelem technicznym: Fox (późniejszy 20th Century Fox), Loew’s Incorporated (właściciel największej sieci kin w Stanach Zjednoczonych i firma-matka Metro-Goldwyn-Mayer), Paramount Pictures, RKO (Radio-Keith-Orpheum) oraz Warner Bros. Dwie inne – Universal Pictures i Columbia Pictures – były podobnie zorganizowane, ale nigdy nie posiadały większych sieci kin. Ostatnia z nich, United Artists, miała kilka kin oraz dostęp do dwóch wytwórni, będących w posiadaniu członków jej grupy partnerskiej, ale funkcjonowała głównie jako przedsiębiorstwo wspierające dystrybutorów, pożyczające pieniądze niezależnym producentom i realizujące ich filmy.